# Carmen Arvale
Das Carmen Arvale ist ein Hymnus des römischen Priesterkollegiums der Arvalbrüder (Arvales fratres) in altlateinischer Sprache, mit dem der Tanz für Dea Dia und den Wachstumgott Marmar begleitet wurden. Die ersten fünf Verszeilen werden jeweils dreimal wiederholt.
| Der Text lautet: |  | Übersetzung: |
| enos Lases iuvate neve lue rue Marmar sins incurrere in pleoris satur fu, fere Mars, limen sali, sta berber semunis alterni advocapit conctos enos Marmor iuvato triumpe triumpe triumpe triumpe triumpe. |  | Helft uns, Laren! Und lass nicht, Marmar (= Mars), Seuche und Verderben auf viele fallen! Sei satt, wilder Mars! Spring über die Schwelle! Steh dort! Ruft abwechselnd alle Saatgötter an! Hilf uns, Marmor (= Mars)! Im Dreischritt springe, springe, springe! Im Dreischritt springe, springe! |

Nach Anrufung der Laren wird um die Hilfe des Mars bei der Verteidigung der Grenzen gebeten, auch dass die Felder nicht ausdörrten, darum befriedigt zu sein und zu tanzen. Zudem wird die Saatgöttin um Hilfe und reiche Ernte gebeten.
Der Text ist zum Teil nur fragmentarisch aus einer Inschrift aus dem Jahr 218 überliefert, die als Teil der Arvalakten im Heiligtum der Dea Dia aufgestellt wurde. Schon dort ist er in einer altertümlichen Form konserviert und wurde damals vermutlich nicht mehr vollständig verstanden. So ist die Lautwandlung zu lares nicht vollzogen worden und das Wort in seiner ursprünglichen Form lases überliefert. Die präzise Übersetzung ist auch für Altphilologen nicht eindeutig.
Auffällig ist, dass in dem erhaltenen Text von Dea Dia nicht die Rede ist, obwohl das Lied zu ihren Ehren und in ihrem Tempel gesungen wurde. Möglicherweise hängt das mit der Etablierung des Dea-Dia-Kultes unter Augustus zusammen. In dem Bemühen, das neue Regime als Wiederhersteller der alten gesellschaftlichen und religiösen Ordnung zu präsentieren, wurden damals wohl intensive Recherchen nach möglichst alten römischen Kultpraktiken betrieben. Das Carmen Arvale könnte also ursprünglich einem ganz anderen Fruchtbarkeitskult entstammen und erst im Rahmen der augusteischen Wiederbelebungsversuche urrömischer Traditionen als „erfundene Tradition“ mit dem Dea-Dia-Kult der Arvalbrüder verknüpft worden sein.
Das Carmen Arvale wurde von Gerald Brosseau Gardner als ein Wicca-Gesang wiederbelebt.